# Дзюба, Николай Григорьевич
Дзюба Николай Григорьевич (род. 12 ноября 1946, Сувид, Вышгородский район) — бывший народный депутат Украины.

## Биография
Родился 12 ноября 1946 года в селе Сувид Вышгородского района Киевской области Украинской ССР, СССР в семье крестьян. Образование среднее. Украинец. Женат, имеет двоих детей.
С марта 1994 года — кандидат в народные депутаты Украины, Оболонский изб. окр. № 10, г. Киев, выдвинут избирателями. Снял кандидатуру.
Народный депутат Украины 1-го созыва с 03.1990 (2-й тур) до 04.1994, Оболонский изб. окр. № 11, город Киев. Председатель подкомиссии по вопросам развития сферы услуг, секретарь комиссии по вопросам социальной политики и труда. Входил в «Народную Раду».
- С 1964 — слесарь-сантехник в/ч 55372.
- С 1965 — служба в армии.
- С 1968 — водитель АТП 13070, г. Киев.
- 1986 — участник ликвидации аварии на ЧАЭС.
- С 1994 — референт-консультант Международного фонда гуманитарных и экономических связей Украины и России.

Был кандидатом в народные депутаты СССР в 1989 году.
Член КПСС (1968—1990).

## Награды
- Орден «Знак Почёта»;
- Орден Трудовой Славы 3-й степени.

## Источник
- Справка